# Katamaran
Katamaran (iz tamilščine(கட்டுமரம்) kaṭṭumaram - "vezan les") je vodno plovilo, ki ima dva paralelna trupa enakih velikosti. Stabilnost zagotavljata dva širše nameščena trupa, za razliko do gredlja pri enotrupnih plovilih. Katamarani imajo po navadi majhen ugrez in so lažji kot enotrupna plovila enakih dimenzij. Manjši ugrez pomeni manjši vodni upor in tako večje hitrosti. Najhitrejši katamaran trajekti lahko dosežejo 110 km/h. Največji so dolgi do 115 metrov. Podobno plovilo je trimaran s tremi trupi.
- Osnovni katamaran
- Katamaran tipa SWATH
- Katamaran tipa "poonton" ali "Hidroairy"